# Monsieur Albert (film, 1927)
Pour les articles homonymes, voir Monsieur Albert.
Pour plus de détails, voir Fiche technique et Distribution.
Monsieur Albert (Service for Ladies) est un film américain réalisé par Harry d'Abbadie d'Arrast, sorti en 1927.

## Synopsis
Un maitre d'hôtel, Albert Leroux, tombe fou amoureux d'Elizabeth Foster, une héritière américaine, même s'il sait qu'elle ne fera jamais attention à un serveur.

## Fiche technique
- Titre original : Service for Ladies
- Titre français : Monsieur Albert
- Réalisation : Harry d'Abbadie d'Arrast
- Scénario : Benjamin Glazer, George Marion Jr., Chandler Sprague et Ernest Vajda
- Photographie : Harold Rosson
- Pays d'origine : États-Unis
- Format : Noir et blanc - 1,33:1 - Film muet
- Genre : comédie
- Date de sortie : 1927

## Distribution
- Adolphe Menjou : Albert Leroux
- Kathryn Carver : Elizabeth Foster
- Charles Lane : Robert Foster, son père
- Lawrence Grant : King Boris
- James A. Marcus :